# Districte d'Edineț
El districte d'Edineț (en romanès Raionul Edineț) és una de les divisions administratives de la República de Moldàvia. La capital és Edineț. Una altra ciutat és Cupcini. L'u de gener de 2005, la població era de 81.200 habitants.